# Campsicnemus montgomeryi
Campsicnemus montgomeryi är en tvåvingeart som beskrevs av Neal L. Evenhuis 1997. Campsicnemus montgomeryi ingår i släktet Campsicnemus och familjen styltflugor. Inga underarter finns listade i Catalogue of Life.